# فرانسیسکو د میراندا

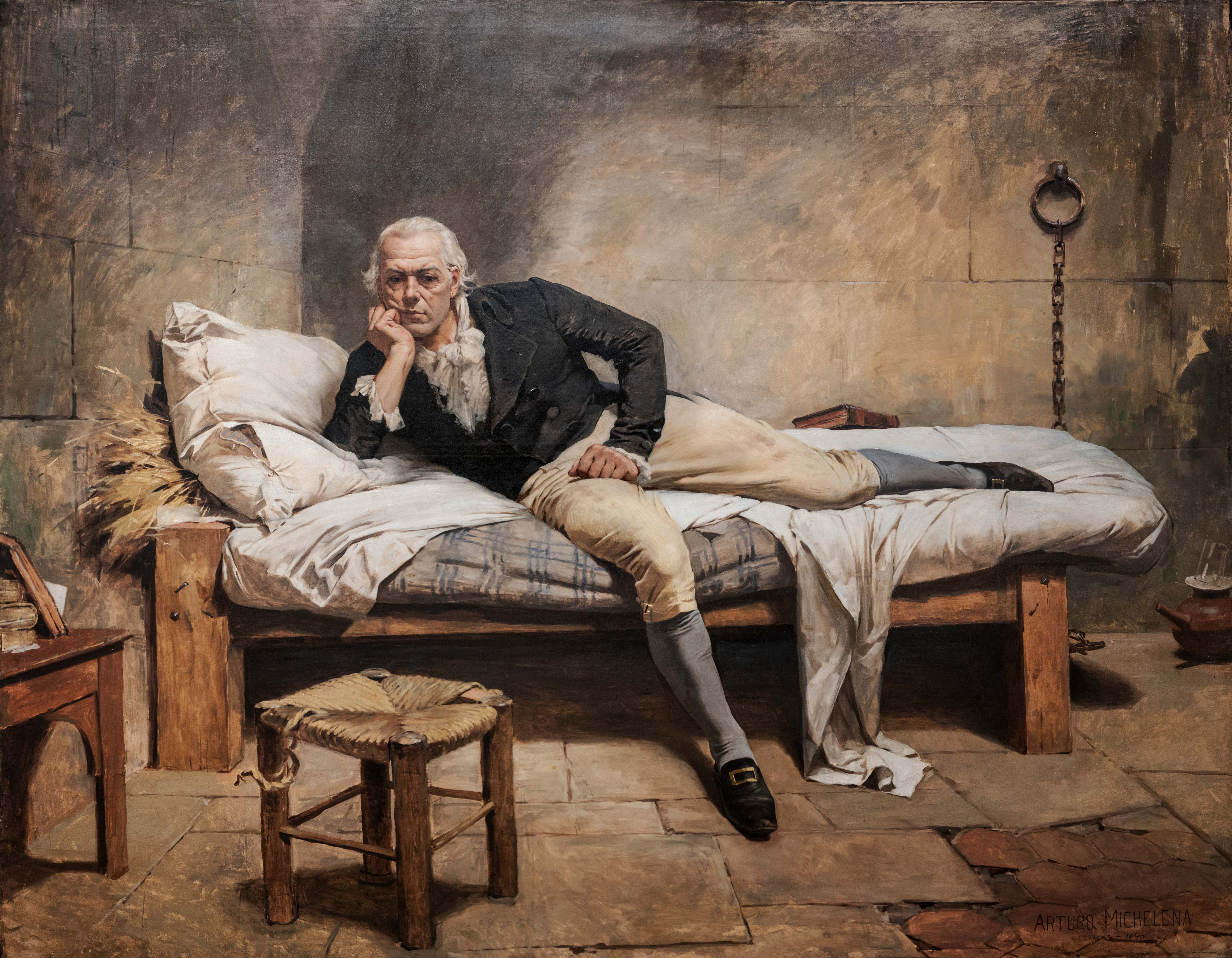
فرانسیسکو دِ میراندا در زندان ۱۸۹۶ م. اثر آرتورو میچِلِنا گالری ملی هنر کاراکاس

جنرالیسیمو فرانسیسکو دِ میراندا (به اسپانیایی: Francisco de Miranda) نظامی انقلابی ونزوئلایی بود. وی در سه حادثه مهم جنگ انقلاب آمریکا، انقلاب فرانسه و جنگ‌های استقلال مستعمرات آمریکایی از اسپانیا شرکت و نقش فرماندهی داشت. با وجودی که نقشه‌های او برای استقلال مستعمرات آمریکایی امپراتوری اسپانیا شکست خورد، اما از وی به عنوان پیشرو و طلایه‌دار راهی یاد می‌شود که سیمون بولیوار در سال‌های بعد آن را ادامه داد و به پیروزی رساند.
رنگ‌های پرچم کلمبیا و به تبع آن اکوادور و ونزوئلا، توسط فرانسیسکو د میراندا و با الهام‌گیری از آموزه‌های گوته، فیلسوف و ادیب آلمانی انتخاب شده‌اند.
در سال ۱۸۱۲ میلادی، و در پی دعوای بین انقلابیون، سیمون بولیوار و متحدینش، میراندا را در بندر لاگوئیرا به ارتش اسپانیا تحویل دادند، وی سپس به اسپانیا فرستاده شد و در سال ۱۸۱۶ میلادی در زندانی در اسپانیا درگذشت.

## نگارخانه

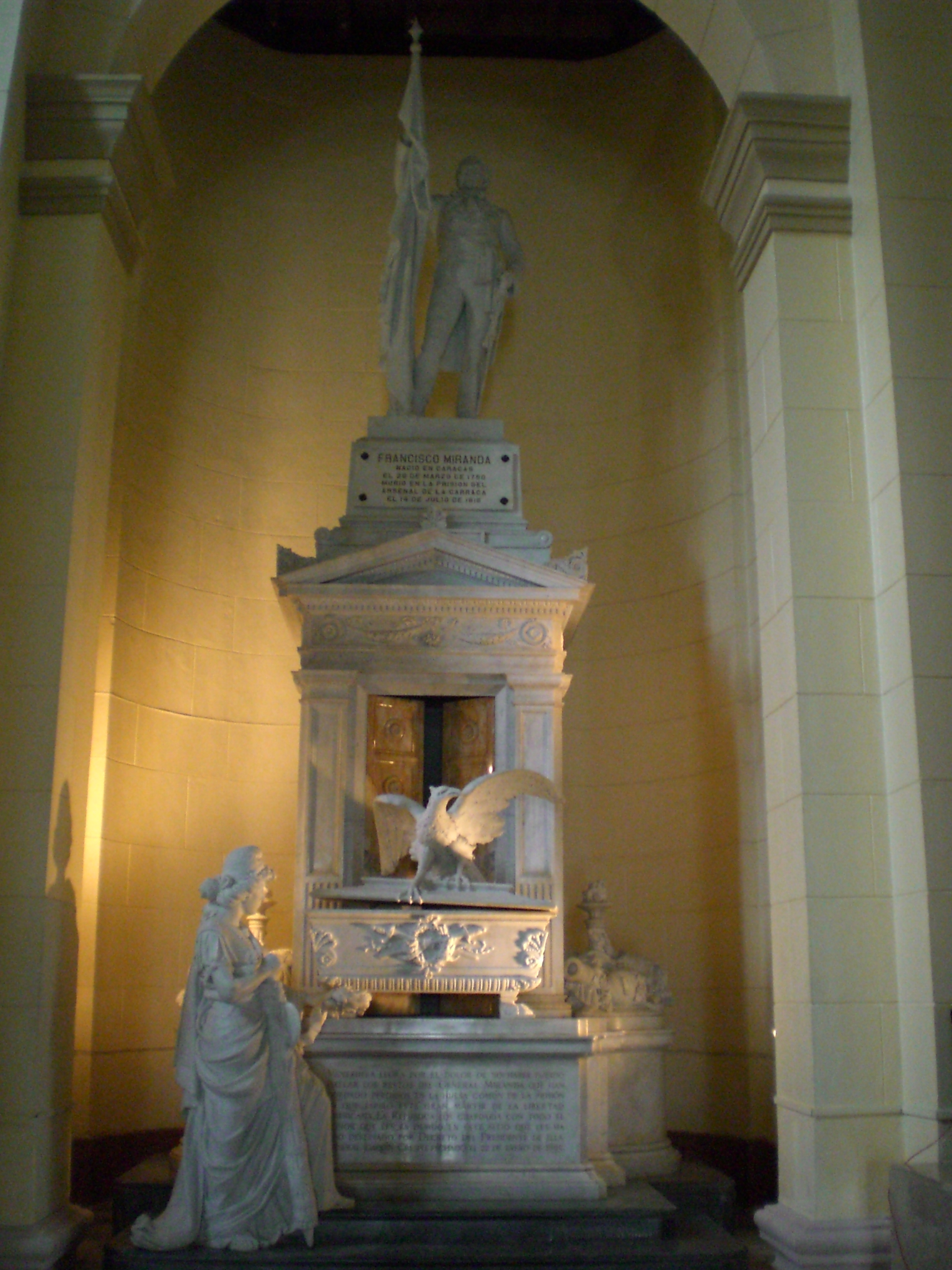
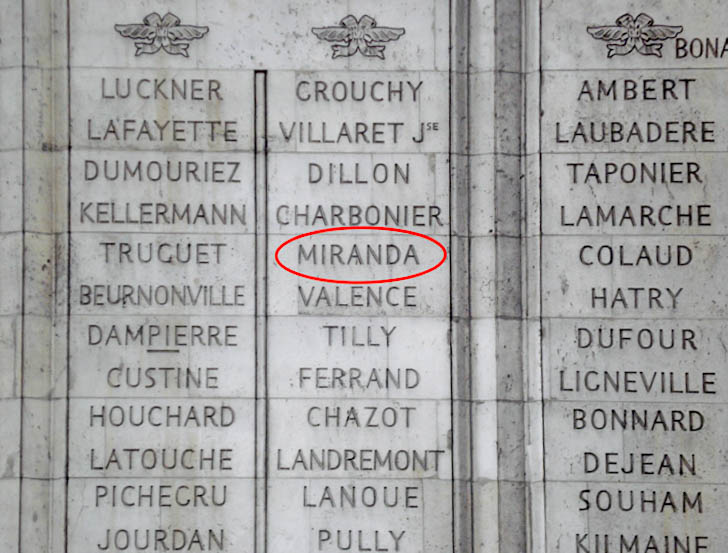
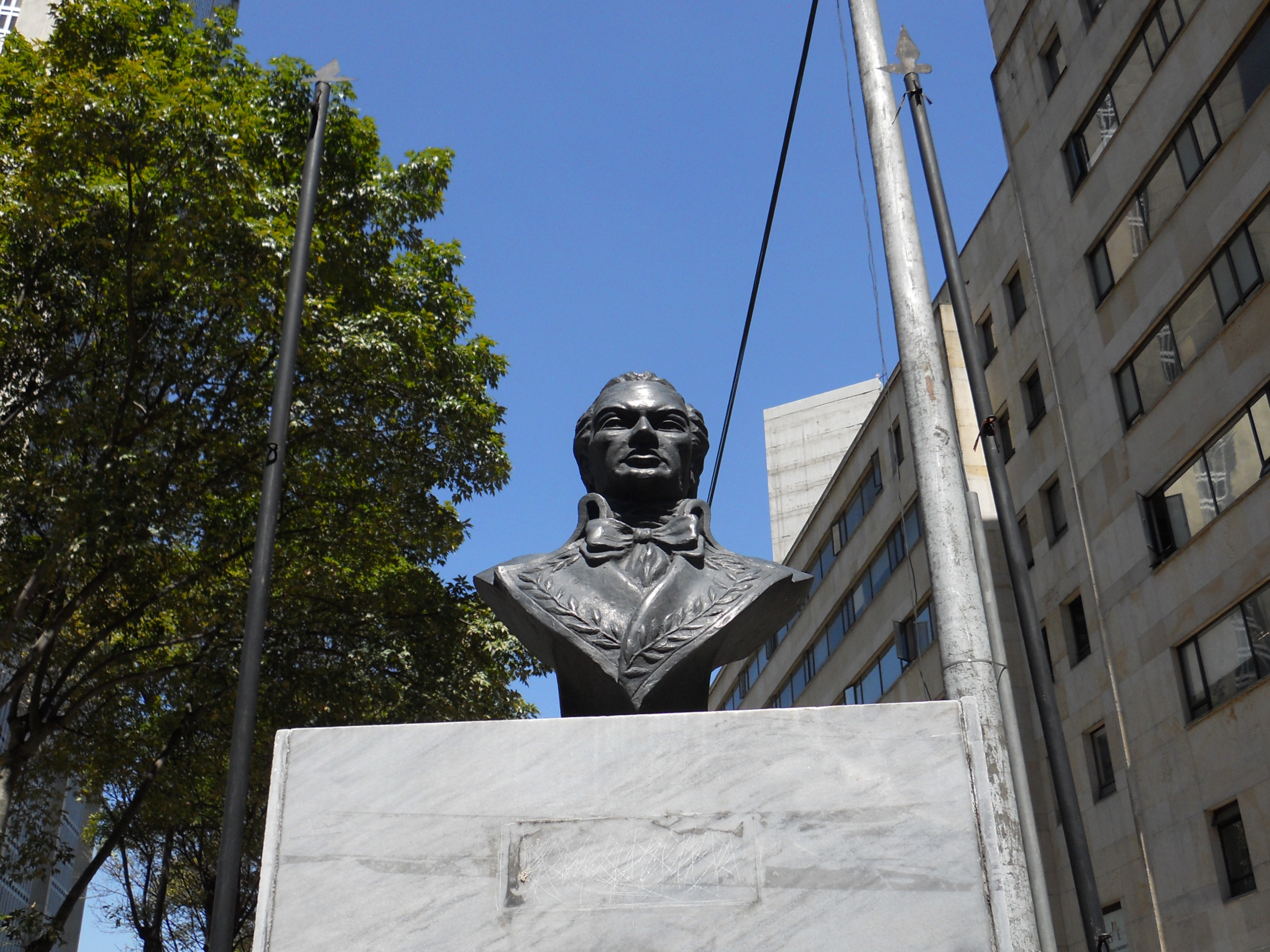
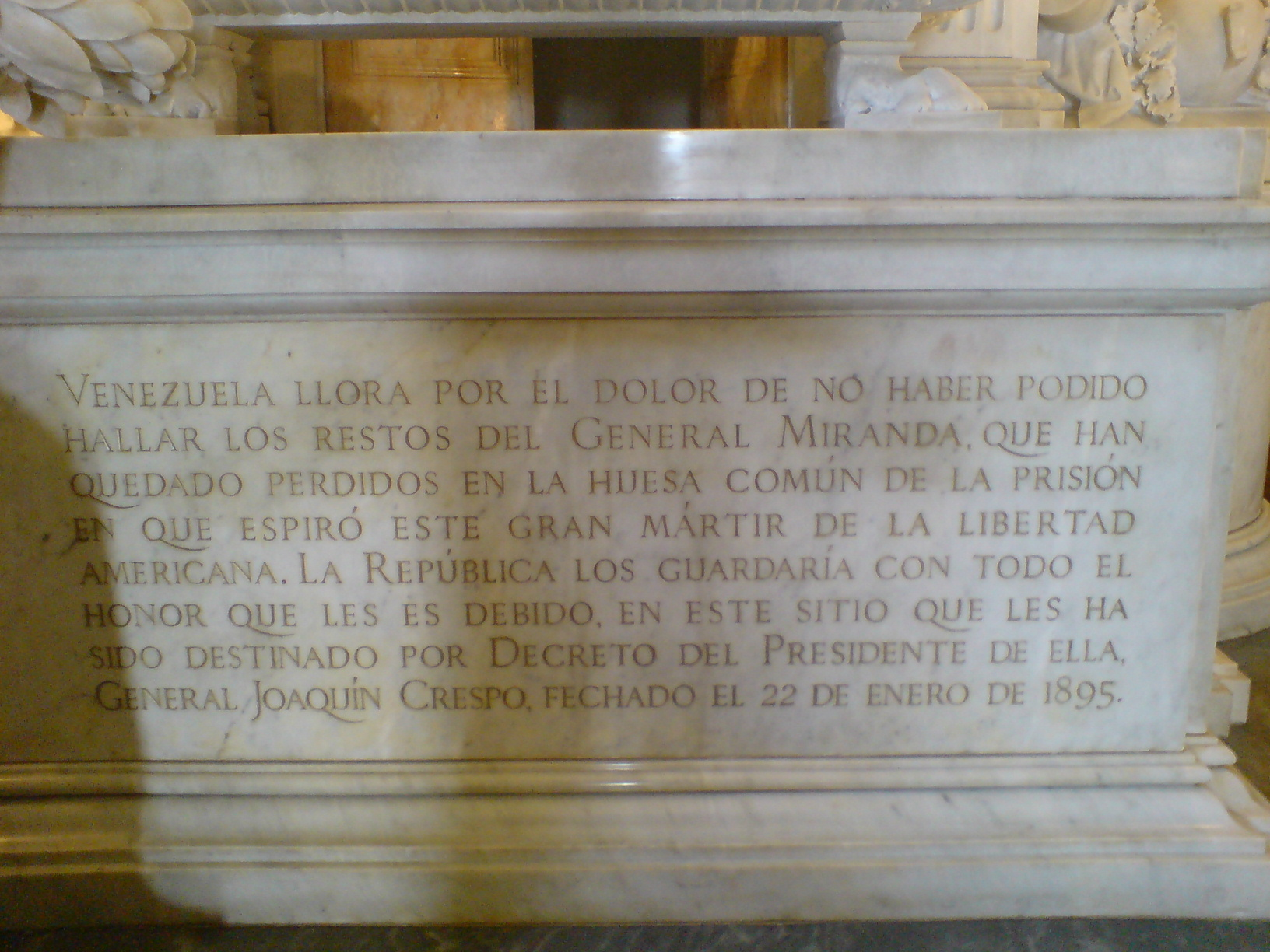
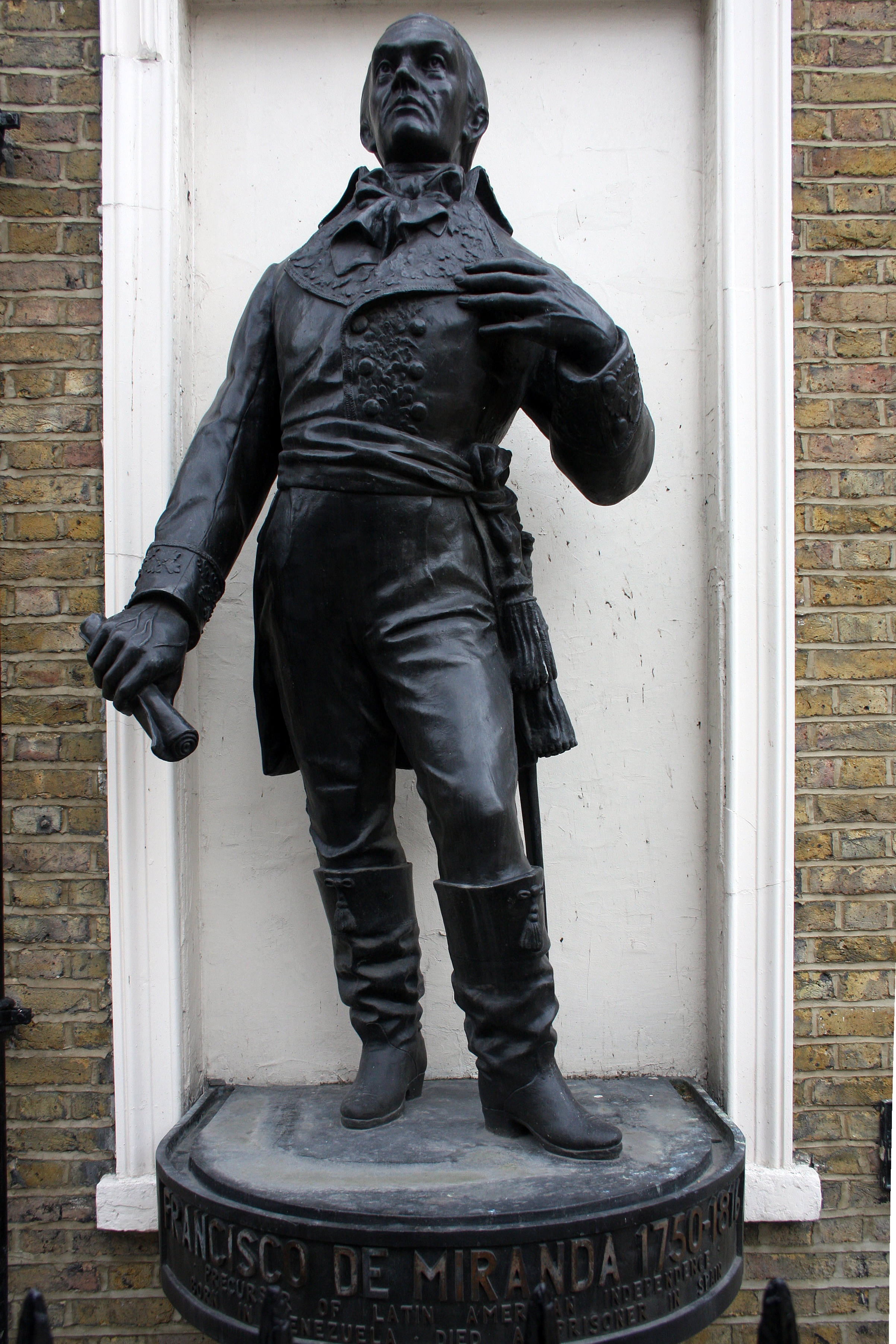
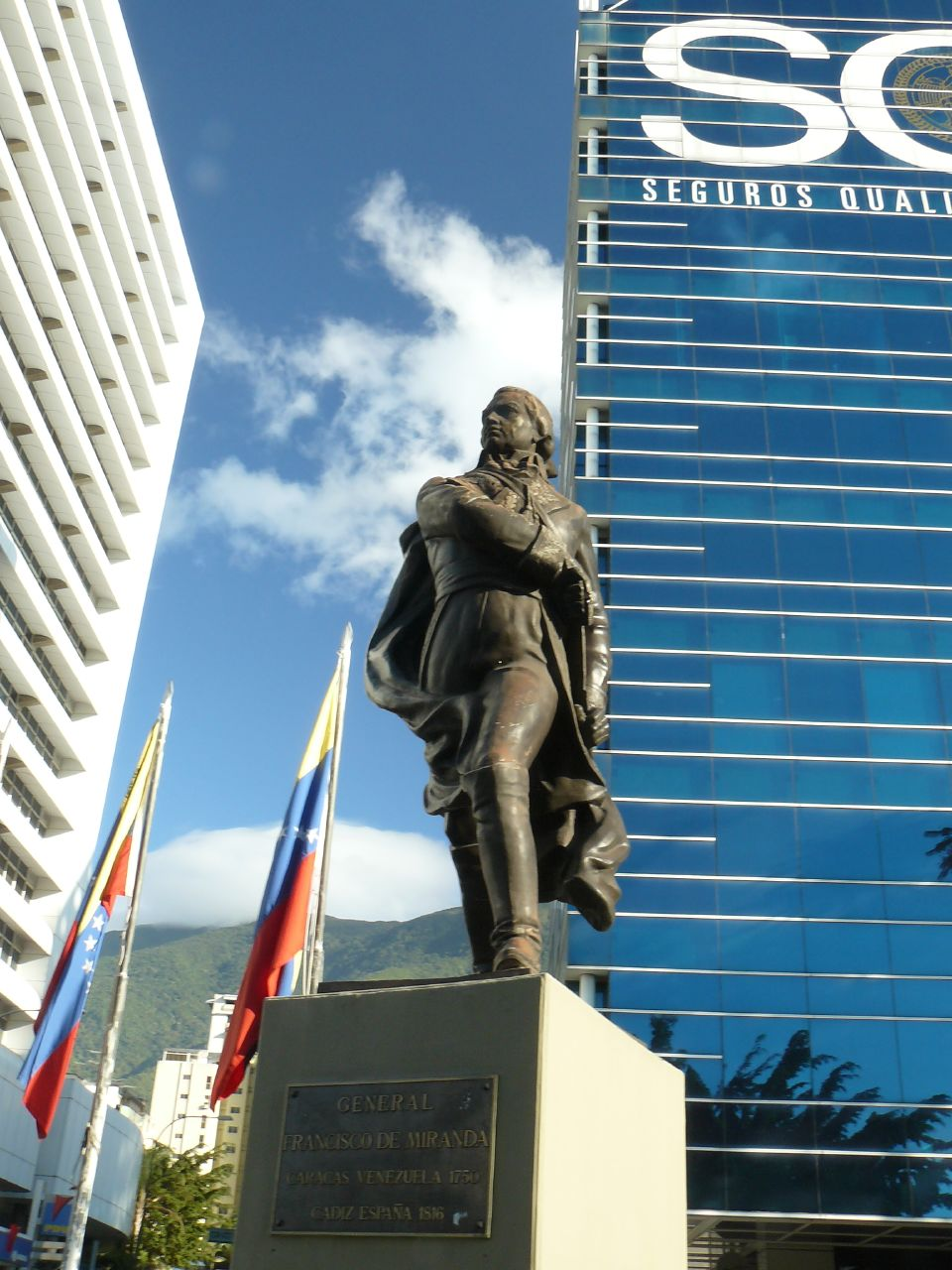
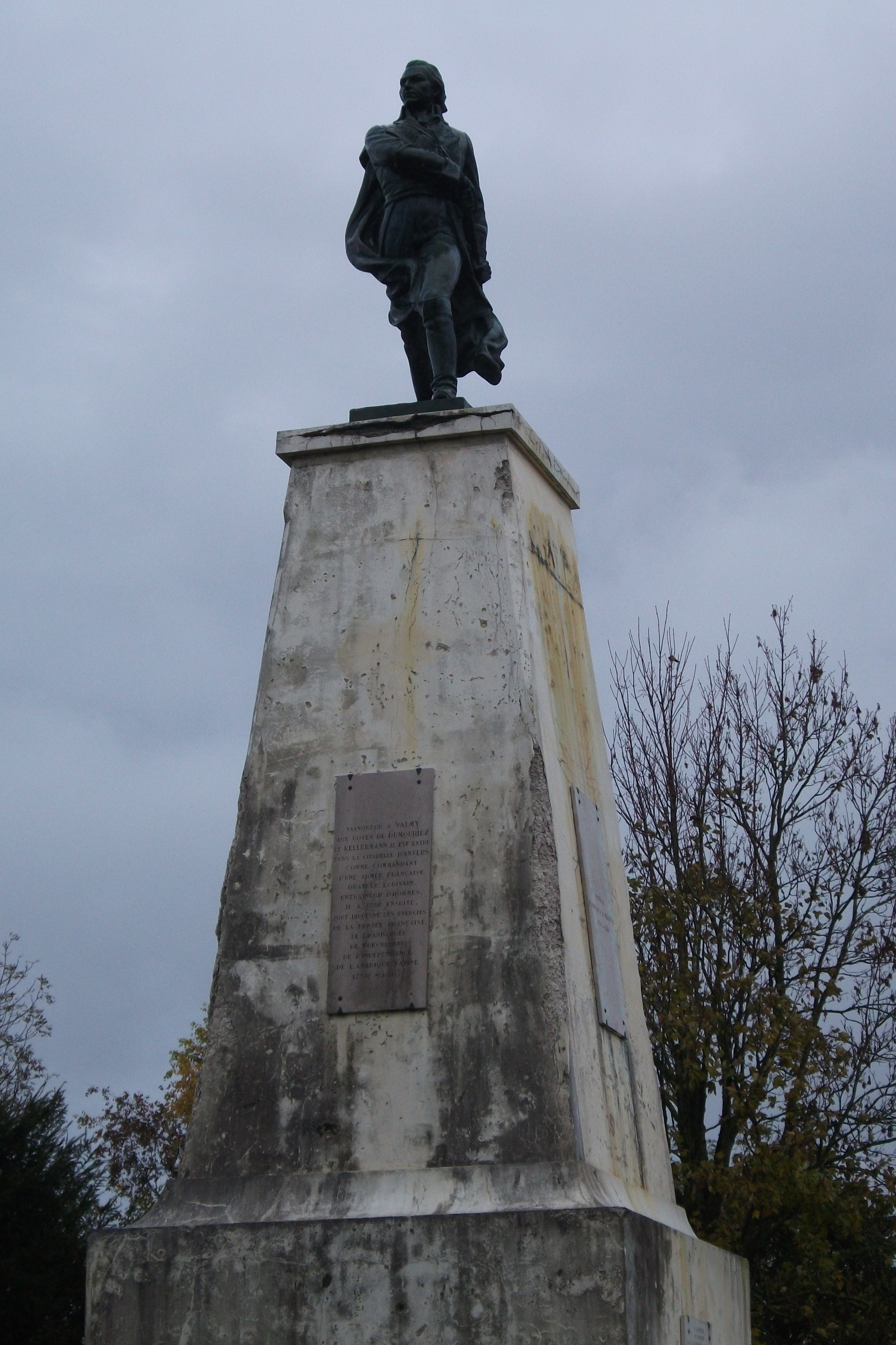
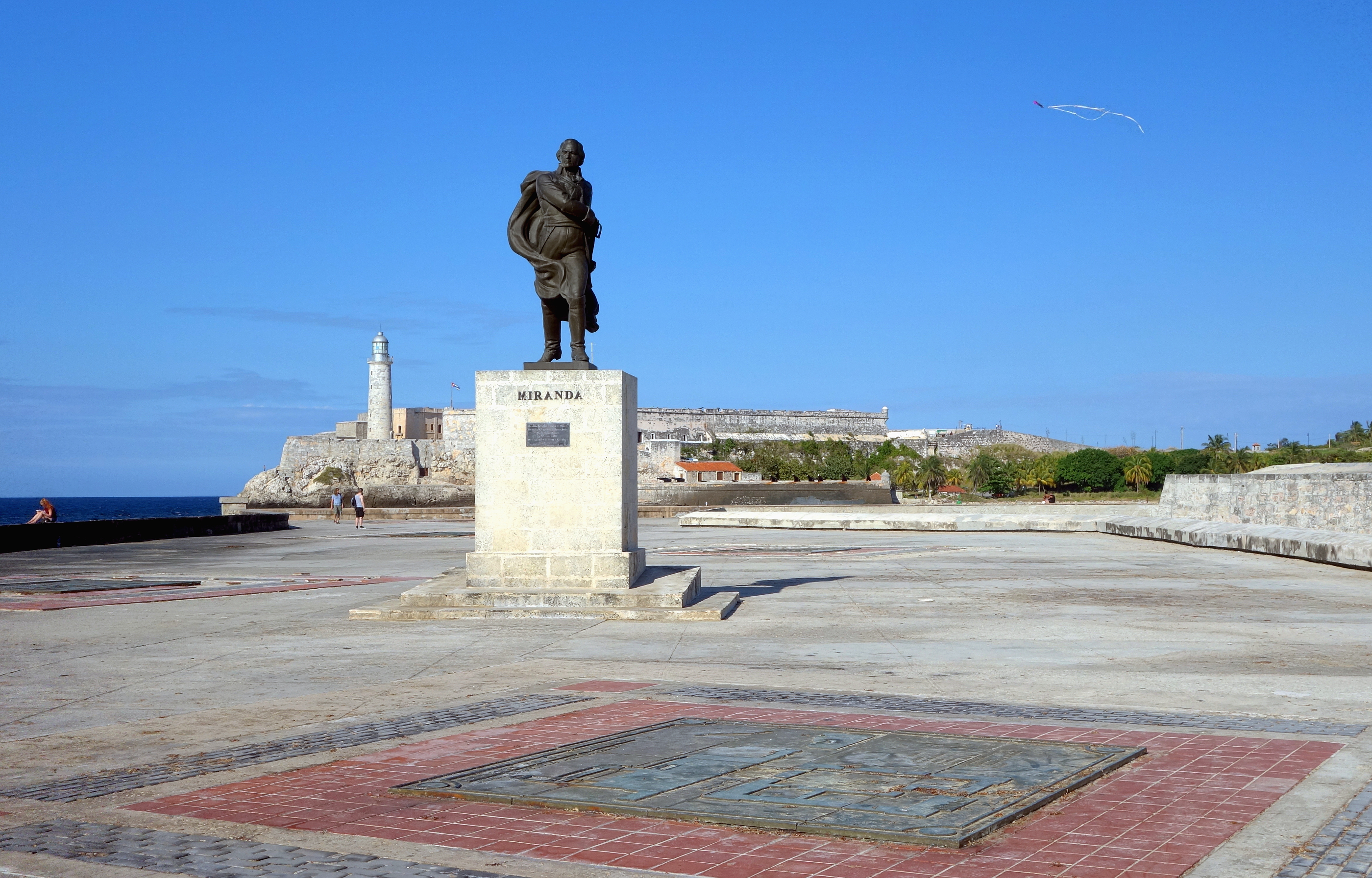
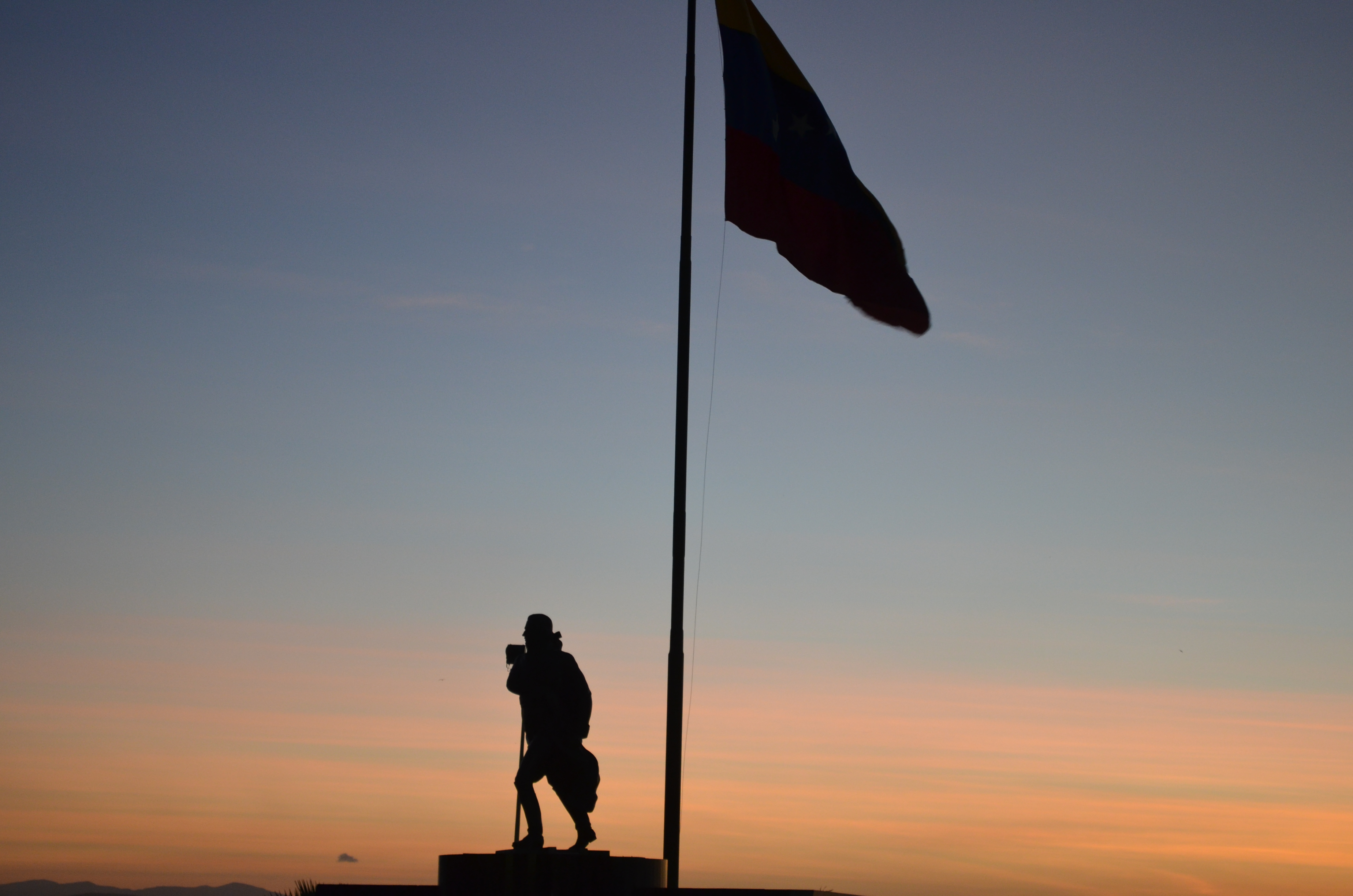
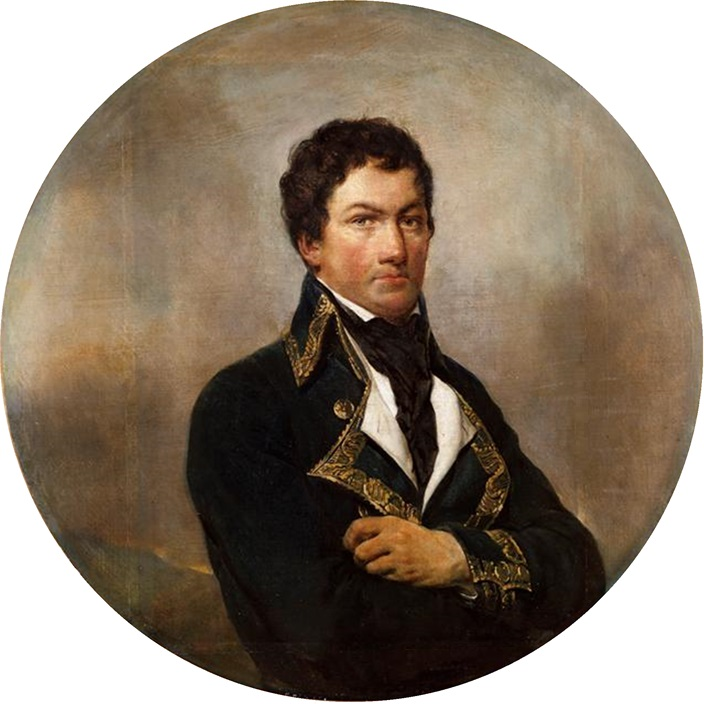